# Aday (Corgo)
Aday (llamada oficialmente Santiago de Adai) es una parroquia y una aldea española del municipio de Corgo, en la provincia de Lugo, Galicia.

## Otras denominaciones
La parroquia también es conocida por el nombre de Santiago de Aday.

## Organización territorial
La parroquia está formada por cuatro entidades de población, constando dos de ellas en el nomenclátor del Instituto Nacional de Estadística español:

### Entidades de población
Entidades de población que forman parte de la parroquia:
- Aday (Adai)
- As Campas
- Outeiro

### Despoblado
Despoblado que forma parte de la parroquia:
- As Aceas (As Aceñas)

## Demografía
Gráfica demográfica de la aldea y parroquia de Aday según el INE español:
| Gráfica de evolución demográfica de Aday entre 2000 y 2019 |
|                                                            |
| Datos según el nomenclátor publicado por el INE.           |